# هوميرا
هوميرا هي مدينة تقع في إقليم تكرينيا،إثيوبيا على الحدود مع السودان.